# Sponzen
Sponzen (Porifera) zijn een stam van meercellige dieren die in het water leven en, na hun eencellige, juveniele levensfase zich vastzetten op de bodem. De meeste soorten komen voor in de zeeën, tot op negen kilometer diepte, maar er zijn ook soorten die in zoetwater leven. Sponzen hebben poriën in hun weefsels waarmee ze het water filtreren. Een constante waterstroom door het lichaam zorgt ervoor dat voedingsdeeltjes en zuurstof aangevoerd worden en afvalstoffen wegvloeien. Er is sprake van enige celdifferentiatie, maar niet tot het ontwikkelingsstadium van organen zoals spieren of zenuwen.
Er zijn ruim 8400 soorten bekend en regelmatig worden nieuwe soorten beschreven. Sponzen behoren tot de oudst bekende dieren, de fossielen dateren uit het Precambrium. De groep vormt een basale clade van de dieren (Metazoa); ze zijn waarschijnlijk een zustergroep van alle andere dieren (Eumetazoa). De sponzen zijn gedurende hun evolutie nauwelijks veranderd en hun cellulaire organisatie geeft een indruk van de meercellige, gemeenschappelijke voorouder van alle dieren.

## Bouw
Sponsdieren hebben een eenvoudige bouw. Ze bestaan uit een buis waarvan het ene einde is vastgezet op de bodem. Het bovenste einde van de buis is open en is het osculum. Binnenin bevindt zich een holte, de spongocoel. De buis heeft een skelet, meestal opgebouwd uit skeletnaalden (spicula). Door de wand van de buis wordt water naar binnen gezogen dat via het osculum de buis weer verlaat.

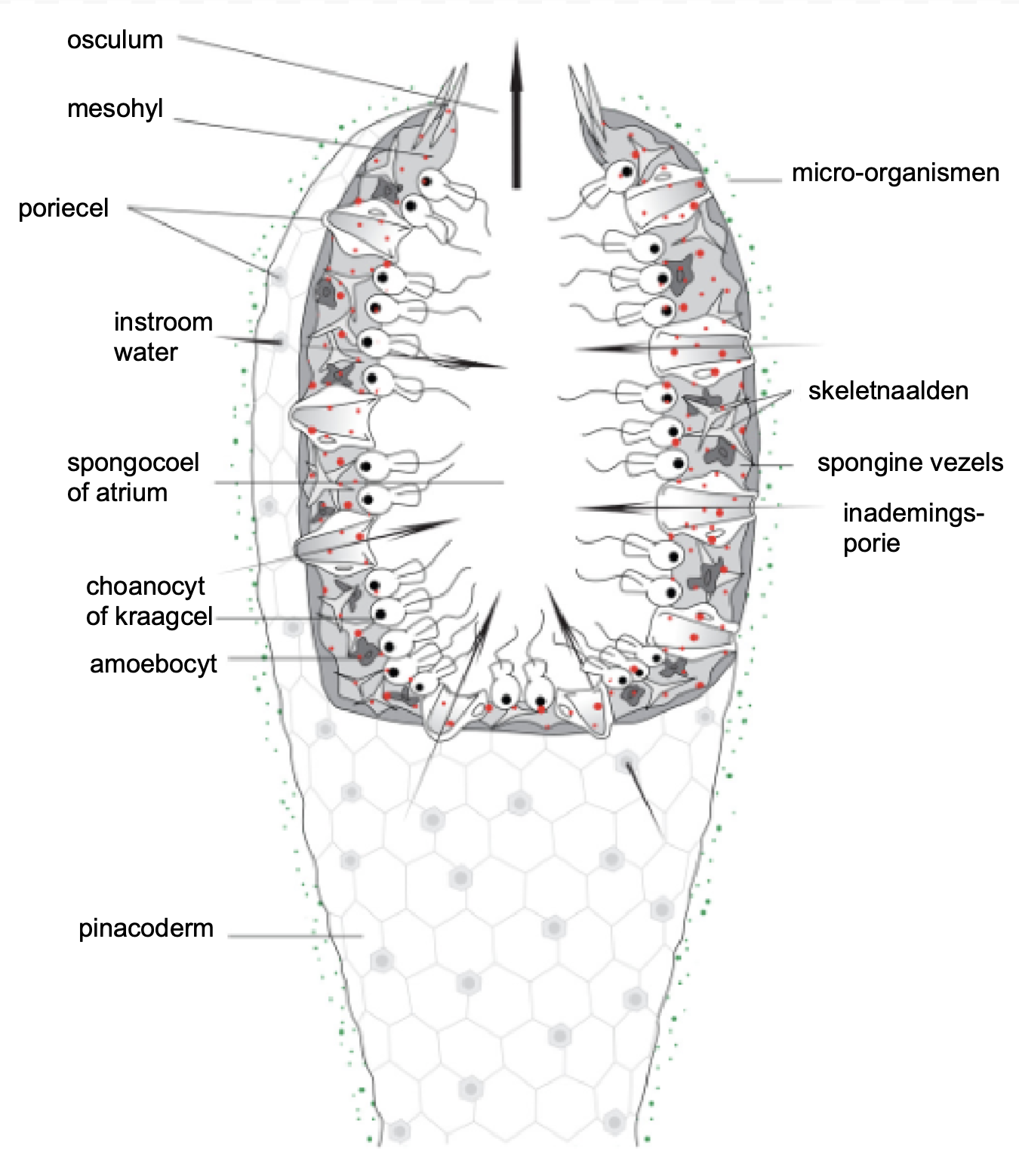
Een schematische weergave van een bekerspons. Zeewater komt de spons binnen via kleine poriën in de oppervlaktelaag (pinacoderm). Geflagelleerde choanocyten zijn gerangschikt in ringen die het watersysteem van de spons bekleden en zijn verantwoordelijk voor het stromen van water door de spons totdat het via de uitademingsopening (osculum) wordt afgevoerd. Siliciumhoudende spicula bieden extra structurele ondersteuning voor de spons.

 Sponsdieren hebben slechts enkele soorten cellen:
- Kraagcellen (choanocyten) die zich aan de binnenkant van de buis, grenzend aan de spongocoel, bevinden en het voedsel verteren. Ze zijn voorzien van een zweephaar en veroorzaken daarmee een binnenwaartse stroming. Deze cellen lijken veel op choanoflagellaten, eencellige organismen die evolutionair verwant worden geacht met de dieren.
- Sluitcellen (porocyten), buisvormige cellen die door de wand van de spons heen buizen vormen. Hierdoor kan water naar binnen stromen.
- Contractiele cellen, deze liggen om de poriecellen heen en kunnen de poriën enigszins dichtdrukken, zodat de stroming vermindert.
- Dekcellen (pinacocyten) aan de buitenkant van de buis, deze vormen gezamenlijk de huid.
- Amoebocyten, cellen die in de wand leven en zorgen voor transport van voedingsstoffen tussen binnen- en buitenkant, de opbouw van de skeletnaalden en de productie van voortplantingscellen.
- Archeocyten, ongedifferentieerde cellen die onder andere kunnen uitgroeien tot eicellen.

Bij sponsdieren bestaan er drie lichaamsvormen, de bekersponzen (asconoid), geweisponzen (syconoid) en korstsponzen (leuconoid). In zeker opzicht kan een sponsdier beschouwd worden als een kolonie van cellen en niet als een meercellig individu. Als de cellen van een spons door een mixer worden gehaald, zullen de cellen elkaar daarna weer opzoeken en een spons vormen. Als meerdere soorten op deze wijze worden gemengd, zal elke soort weer een eigen spons vormen.

## Voortplanting

### Ongeslachtelijk
Sponzen hebben een groot regeneratievermogen. Elke cel heeft de mogelijkheid om uit te groeien tot een nieuwe spons. Sponzen hebben daarnaast twee manieren voor ongeslachtelijke voortplanting:
- Knopvorming, waarbij zich aan de buitenkant van de spons knoppen vormen die loslaten of afbreken en vervolgens uitgroeien tot een nieuwe spons.
- Gemmula, deze ontwikkelt zich aan de binnenkant van de spons, bevat veel kraagcellen (choanocyten) en is omgeven door skeletnaalden. Gemmulae kunnen uitdroging en bevriezing overleven. Vooral zoetwatersponzen produceren gemmulae om uitdroging of de winter te overleven.

### Geslachtelijk
Sponsdieren zijn meestal hermafrodiet (tweeslachtig), of zijn afwisselend mannelijk en vrouwelijk. Bij sommige soorten is er sprake van permanent mannelijke en vrouwelijke individuen.
Voortplantingscellen kunnen ontstaan uit alle soorten cellen, maar spermacellen ontstaan meestal uit kraagcellen en eicellen meestal uit archeocyten. De spermacellen komen de vrouwelijke spons binnen met de waterstroom door de buis van de spons. Bevruchte eicellen ontwikkelen zich tot vrijzwemmende larven. In sommige gevallen blijft de larve enige tijd in de moederspons. Uiteindelijk vestigen de larven zich op de bodem en groeien ze uit tot een nieuwe spons.

## Sponzen in Nederland
Sponzen worden in Nederland voornamelijk aangetroffen in de Oosterschelde, onder andere de boorspons (Cliona celata), de gewone broodspons (Halichondria panicea), de geweispons (Haliclona oculata) en de paarse buisjesspons (Haliclona xena). Deze laatste is niet inheems in Nederland, maar waarschijnlijk geïmporteerd met oesters.
In het zoete water komt de zoetwaterspons (Spongilla lacustris) algemeen voor, meestal grijzig van kleur, maar soms groen door algen die in, en in symbiose met, de spons leven.

## Taxonomie
Oorspronkelijk werd de aanwezigheid van skeletnaalden als voorwaarde gesteld voor de indeling van een organisme bij de sponsdieren. Een aantal fossiele groepen werd daarom bij de koraaldieren ingedeeld. De ontdekking van 15 soorten sponzen met een kalkskelet veranderde echter de inzichten, en de koraalsponzen en enkele voorheen moeilijk plaatsbare groepen werden bij de sponzen ingedeeld. 
- Demospongiae (Gewone sponzen) - Het skelet bestaat uit spicula van spongine (een eiwit), kiezel of uit beide. Tot deze groep hoort circa 95 % van de soorten. Sponginevezels kunnen veel water opnemen, en de skeletten van deze sponsdieren werden (en worden) gebruikt als spons.
- Calcarea (Kalksponzen) - Zij leven uitsluitend in de zee. De spicula bestaan uit calciumcarbonaat. Alle asconoide sponzen behoren tot de Calcarea.
- Hexactinellida (Glassponzen) - Het skelet bestaat uit 4 of 6 puntige spicula van kiezel (SiO2). Zij leven diep in de zee. Een bekende vertegenwoordiger van deze klasse is het Venusmandje (Euplectella aspergillum).
- Homoscleromorpha.

De Sclerospongiae (Koraalsponzen) vormen geen aparte taxonomische klasse. Deze kleine groep werd als zodanig in 1970 onderscheiden, maar bleek in alle overige klassen onder te verdelen. Ze hebben een gevouwen lichaam en kunnen extreem oud worden, 500 tot 1000 jaar.
Uitgestorven sponsdieren zijn:
- Archaeocyatha, uitgestorven in het Cambrium. Deze groep wordt soms als apart phylum genoemd. Deze groep heeft ook kenmerken van koraaldieren, maar er is inmiddels een redelijke wetenschappelijke consensus bereikt over plaatsing van deze groep bij de sponsdieren.
- Otavia antiqua, fossiel van een 760 miljoen jaar oud exemplaar is gevonden.[7]

## Toepassing
Het zachte skelet van een natuurlijke spons werd vroeger gebruikt voor het reinigen van de huid. Ook werd de zachte natuurlijke spons gebruikt in het huishouden in de schoonmaak. Een spons kan een grote hoeveelheid water opzuigen, die weer vrijkomt als er in de spons geknepen wordt.